# 40 Aars Jubilæum paa Skodsborg Badesanatorium
40 Aars Jubilæum paa Skodsborg Badesanatorium er en dansk dokumentarfilm fra 1938 instrueret af Gunnar Wangel.

## Handling
Flaget går til tops, dr. Andersen taler, gæster i dagligstuen lytter til Carl Ottosen. Der vises rundt på stedet. Personale og sygeplejersker samlet i gymnastiksalen til den daglige morgenandagt. Gæster ved jubilæet udenfor og i salen. Dr. Andersen og andre taler. Kor. Festmiddag og der sluttes af med billeder af Sundeved, Skodsborgvejen.